# Thiells
Thiells är en så kallad census-designated place i Rockland County i delstaten New York. Vid 2010 års folkräkning hade Thiells 5 032 invånare.